# ダグラス郡 (カンザス州)
ダグラス郡（Douglas County、標準省略：DG）は、アメリカ合衆国カンザス州に位置する郡である。人口は11万8785人（2020年）。最大都市及び郡庁所在地はローレンスであり、ローレンス都市圏に含まれる。

## 地理
アメリカ合衆国統計局によると、この郡は総面積1,229 km2 (474 mi2) である。このうち1,183 km2 (457 mi2) が陸地で46 km2 (18 mi2) が水地である。総面積の3.71%が水域となっている。

### 隣接する郡
- ジェファーソン郡（北）
- レブンワース郡（北東）
- ジョンソン郡（東）
- マイアミ郡（南東）
- フランクリン郡（南）
- オーセージ郡（南西）
- ショーニー郡（北西）

## 人口動勢
2000年国勢調査で、この郡は人口99,962人、38,486世帯、及び21,167家族が暮らしている。人口密度は84/km2 (219/mi2) である。34/km2 (88/mi2) の平均的な密度に40,250軒の住宅が建っている。この郡の人種的な構成は白人86.09%、アフリカン・アメリカン4.24%、先住民2.56%、アジア3.12%、太平洋諸島系0.06%、その他の人種1.20%、及び混血2.73%である。ここの人口の3.27%はヒスパニックまたはラテン系である。
この郡内の住民は20.40%が18歳未満の未成年、18歳以上24歳以下が26.40%、25歳以上44歳以下が28.30%、45歳以上64歳以下が16.90%、及び65歳以上が7.90%にわたっている。中央値年齢は27歳である。女性100人ごとに対して男性は98.70人である。18歳以上の女性100人ごとに対して男性は97.70人である。
この郡内の世帯ごとの平均的な収入は37,547米ドルであり、家族ごとの平均的な収入は53,991米ドルである。男性は35,577米ドルに対して女性は27,225米ドルの平均的な収入がある。この郡の一人当たりの収入 (per capita income) は19,952米ドルである。人口の15.90%及び家族の6.20%は貧困線以下である。全人口のうち18歳未満の9.00%及び65歳以上の7.30%は貧困線以下の生活を送っている。

## 都市及び町

### 一体化した都市
人口 10,000人から100,000人まで：
- ローレンス（郡庁所在地）

人口 1,000人から10,000人まで：
- ユードラ (Eudora)
- ボールドウィンシティ (Baldwin City)

人口 1,000人以下：
- Lecompton

### 地方自治体に組み込まれていない場所
- ビッグスプリングス (Big Springs)
- クリアーフィールド (Clearfield)
- クリントン (Clinton)
- Globe
- Grover
- Hesper
- Kanwaka
- Lake View
- Lone Star
- ミッドランド (Midland)
- Pleasant Grove
- Sibleyville
- Stull
- Vinland
- Worden

## 郡区
ダグラス郡は9の郡区に分かれている。ローレンスの都市は governmentally independent と見なされており、郡区向けの国勢調査外観から除外されている。以下の表内の人口中心は、もしかなりの数ならば、郡区の人口総計を含む最大都市である。

## 教育

### 統一された学校区
- ボールドウィンシティ統一教育学区 348号
- ユードラ 統一教育学区491号
- ローレンス 統一教育学区497号